# Nyctemera sonticum
Nyctemera sonticum är en fjärilsart som beskrevs av Swinhoe 1892. Nyctemera sonticum ingår i släktet Nyctemera och familjen björnspinnare. Inga underarter finns listade i Catalogue of Life.